# Vollmersweiler

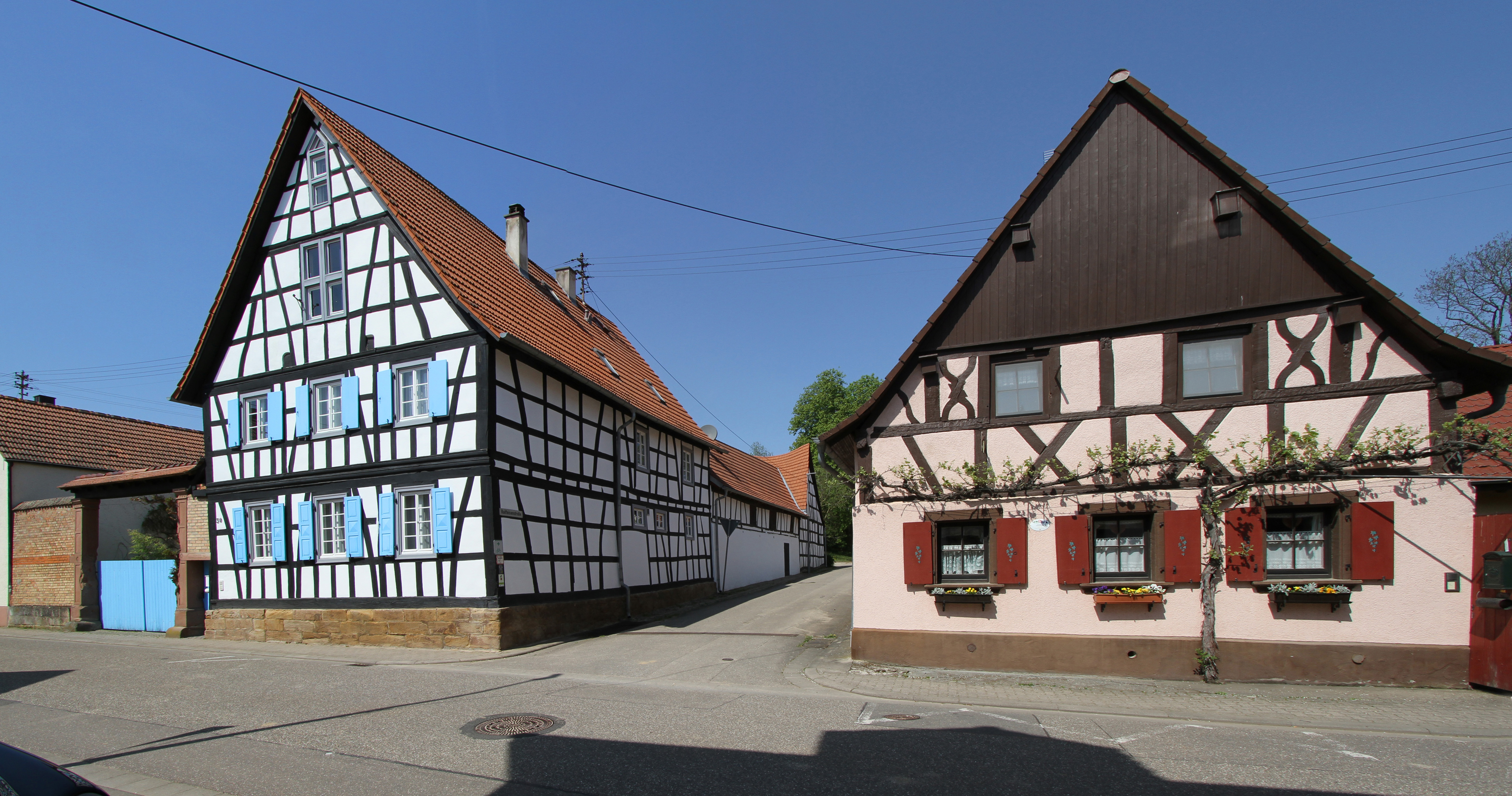
Ortsbild von Vollmersweiler

Vollmersweiler ist eine Ortsgemeinde im rheinland-pfälzischen Landkreis Germersheim, innerhalb dessen sie sowohl gemessen an der Einwohnerzahl als auch gemessen an der Fläche die kleinste Ortsgemeinde bildet. Zudem ist sie innerhalb des Landkreises zugleich die am weitesten westlich liegende Gemeinde. Sie gehört seit 1972 der Verbandsgemeinde Kandel an.

## Geographische Lage
Der Ort liegt in der Südpfalz zwischen Karlsruhe und Landau in der Pfalz innerhalb des Haardtrandes und bildet den westlichen Abschluss des Landkreises Germersheim. Unmittelbar westlich schließt sich der Landkreis Südliche Weinstraße an. Nachbargemeinden sind – im Uhrzeigersinn – Dierbach, Freckenfeld, Wörth am Rhein (Ortsbezirk Schaidt), Niederotterbach und Steinfeld. Zu Vollmersweiler gehört zusätzlich der Wohnplatz Höllenmühle. Der unmittelbar südlich der Bebauung verlaufende Otterbach bildet die südliche Gemarkungsgrenze. Im Nordosten wird diese für ein kurzes Stück vom Dierbach gebildet.

## Geschichte
Vollmersweiler gehörte bis zum Ende des 18. Jahrhunderts zur Herrschaft Guttenberg, die zu Pfalz-Zweibrücken gehörte. Zeitweise teilte es sich im 18. Jahrhundert den Schultheiß mit der westlich gelegenen Ortschaft Niederotterbach.
Von 1798 bis 1814, als die Pfalz Teil der Französischen Republik (bis 1804) und anschließend Teil des Napoleonischen Kaiserreichs war, war Vollmersweiler in den Kanton Kandel eingegliedert. 1815 wurde der Ort Österreich zugeschlagen. Bereits ein Jahr später wechselte der Ort in das Königreich Bayern. Von 1818 bis 1862 gehörte der Ort dem Landkommissariat Germersheim an; aus diesem ging das Bezirksamt Germersheim hervor. Seit 1939 ist Vollmersweiler Bestandteil des Landkreises Germersheim.
Nach dem Krieg wurde Vollmersweiler innerhalb der französischen Besatzungszone Teil des damals neu gebildeten Landes Rheinland-Pfalz. Im Zuge der ersten rheinland-pfälzischen Verwaltungsreform wurde die Gemeinde 1972 in die neu gebildete Verbandsgemeinde Kandel eingegliedert.

## Bevölkerung

### Einwohnerstatistik
Wenn nicht gesondert aufgeführt, ist die Quelle der Daten das Statistische Landesamt Rheinland-Pfalz.
| Jahr | Einwohner |
| ---- | --------- |
| 1802 | 210       |
| 1815 | 255       |
| 1835 | 249       |
| 1849 | 250       |
| 1861 | 226       |
| 1871 | 227       |
| 1905 | 188       |

| Jahr | Einwohner |
| ---- | --------- |
| 1939 | 188       |
| 1950 | 189       |
| 1965 | 190       |
| 1970 | 178       |
| 1975 | 178       |
| 1980 | 181       |
| 1985 | 205       |

| Jahr | Einwohner |
| ---- | --------- |
| 1990 | 235       |
| 1995 | 253       |
| 2000 | 241       |
| 2005 | 229       |
| 2010 | 217       |
| 2013 | 192       |
| 2015 | 195       |

### Konfessionsstatistik
Im Jahre 2012 waren 47,1 % der Einwohner evangelisch und 23,8 % katholisch. Die übrige 29,1 % gehörten einer anderen Glaubensgemeinschaft an oder waren konfessionslos. Mit Stand Juli 2025 waren von den Einwohnern 32,0 % evangelisch 21,5 % katholisch und 46,5 % waren konfessionslos oder gehörten einer anderen Glaubensgemeinschaft an. Der Anteil der evangelischen und katholischen Kirchenmitglieder an der Gesamtbevölkerung ist demnach im beobachteten Zeitraum gesunken.
Im Jahr 1871 waren von insgesamt 227 Einwohnern 173 evangelisch (76 %) und 54 katholisch (24 %).

## Politik

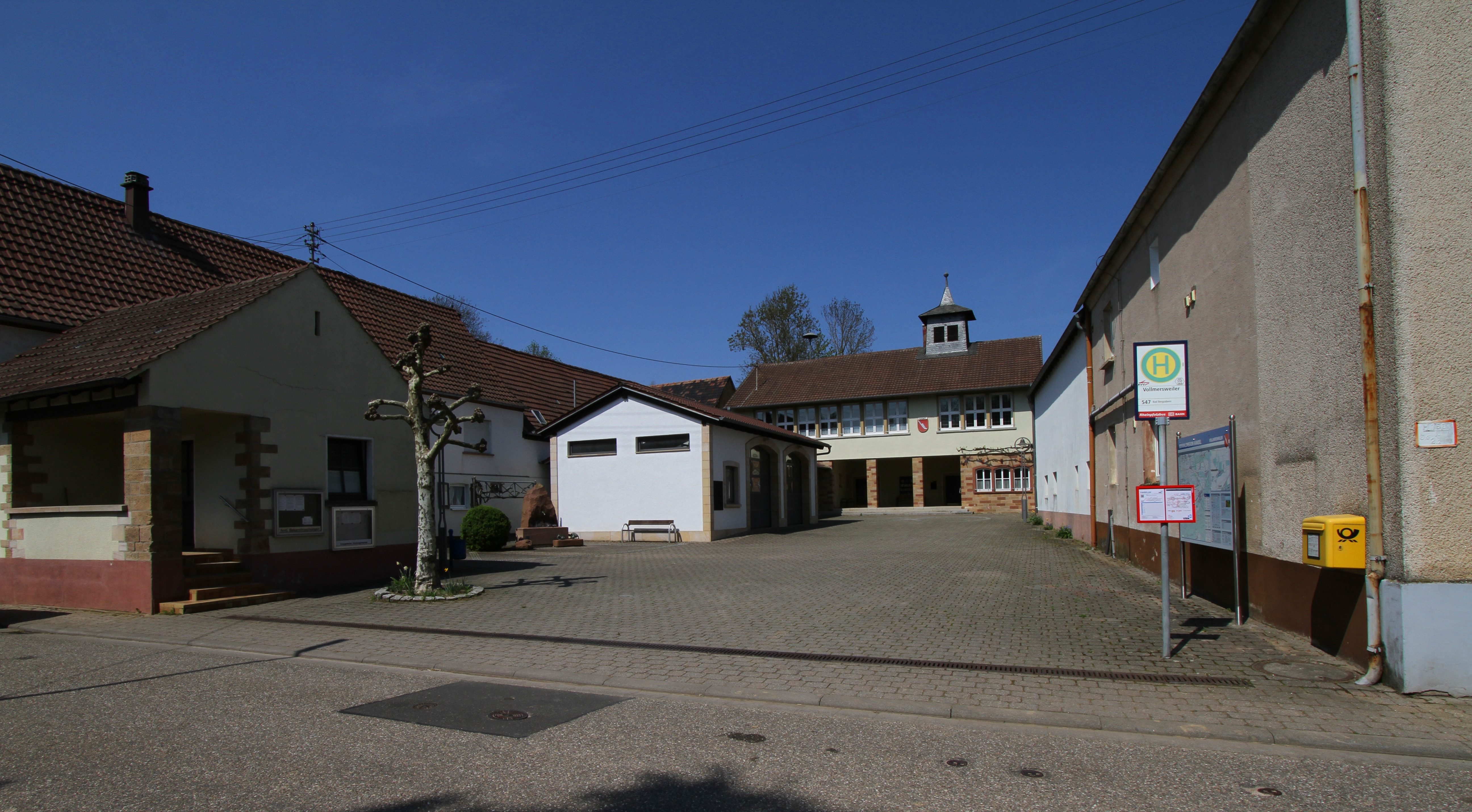
Gemeindeverwaltung

### Gemeinderat
Der Gemeinderat in Vollmersweiler besteht aus sechs Ratsmitgliedern, die bei der Kommunalwahl am 9. Juni 2024 in einer Mehrheitswahl gewählt wurden, und dem ehrenamtlichen Ortsbürgermeister als Vorsitzendem.

### Bürgermeister
Roland Kelemen wurde am 21. Mai 2015 Ortsbürgermeister von Vollmersweiler. Bei der Direktwahl am 26. Mai 2019 wurde er mit einem Stimmenanteil von 69,63 % und am 9. Juni 2024 als einziger Bewerber mit 66,4 % für jeweils weitere fünf Jahre in seinem Amt bestätigt.
Kelemens Vorgänger Stefan Gärtner musste im Januar 2015 aus gesundheitlichen Gründen sein Amt niederlegen. Zuvor waren Sibylle Rauch-Toussaint (SPD) von 2009 bis 2014 sowie Elvira Oberle (SPD) von 1991 bis 2009 Ortsbürgermeisterin von Vollmersweiler.

### Wappen
Die Wappenbeschreibung lautet: „In Rot ein schräggestelltes silbernes Pflugmesser.“
Es wurde 1931 vom Bayerischen Staatsministerium des Innern genehmigt und geht zurück auf ein gemeinsames Gerichtssiegel von Vollmersweiler und Niederotterbach aus dem Jahr 1581.

## Kultur und Sehenswürdigkeiten

### Kulturdenkmäler

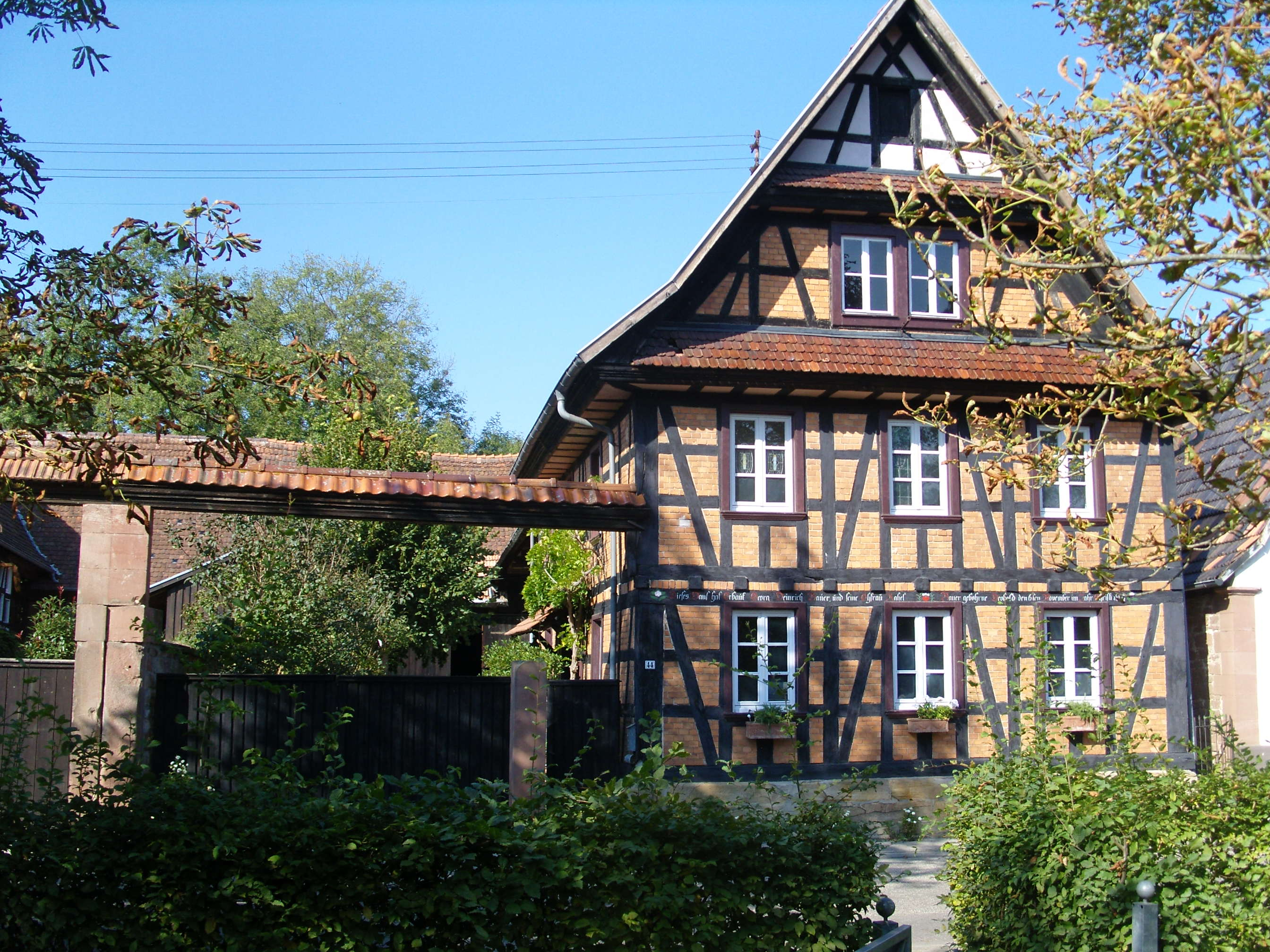
Denkmalgeschütztes Fachwerkhaus mit der Adresse Hauptstraße 44, bezeichnet 1807, Klinkerausmauerung wohl aus dem frühen 20. Jahrhundert, überdachtes Hoftor gemeinsam mit Nummer 46

Vor Ort befinden sich insgesamt sieben Objekte, die unter Denkmalschutz stehen; dabei handelt es sich ausnahmslos um Fachwerkhäuser.

### Natur
Mit der Rosskastanie in der Raiffeisenstraße existiert innerhalb des Gemeindegebiets ein Naturdenkmal.

### Regelmäßige Veranstaltungen
An erster Stelle steht die jährliche Kerwe am dritten Sonntag im September, die jeweils über drei Tage geht. Ende Juni/Anfang Juli findet das Brunnenfest auf dem Dorfplatz statt.

## Wirtschaft und Infrastruktur

### Wirtschaft
Im Ort wird Weinbau betrieben. Hier befindet sich die Einzellage Krapfenberg (79,2 ha) als Teil der Großlage Guttenberg im Weinanbaugebiet Pfalz.

### Verkehr
Mitten durch den Ort verläuft die Kreisstraße 14, die in die westliche Richtung nach Niederotterbach führt. Am östlichen Ortsrand mündet sie in die Kreisstraße 15, die von Dierbach nach Schaidt verläuft.
Vollmersweiler ist über die Buslinie 547, die die Bahnhöfe Kandel und Bad Bergzabern miteinander verbindet, an das Nahverkehrsnetz angeschlossen. Der Bahnhaltepunkt Schaidt der Bahnstrecke Neustadt–Wissembourg liegt rund 800 Meter von der Gemeinde entfernt.

### Behörden
Die Gemeinde gehört zum Zuständigkeitsbereich des Amtsgericht Kandel.

## Persönlichkeiten
- Johann L. Hartmann, Vater des Mundartdichters Ludwig Hartmann (1881–1967), stammte aus Vollmersweiler.